# 윌프리드 보니
윌프리드 그에미앙 보니(프랑스어: Wilfried Guemiand Bony, 1988년 12월 10일 ~ )는 코트디부아르의 축구 선수로서, 포지션은 스트라이커이다. 제 2의 드로그바라고 불릴만큼 강한 피지컬과 슛 능력이 특기이다.

## 클럽경력

### 아이시아와지
윌프레드 보니는 아이시아와지에서 프로선수로서 시작을 했다.

### 스파리타 프라하
보니는 2007년 프리미어리그 리버풀에 이적을 원했지만 성사가 되지않았고 그해 보니는 체코 스파르파 프라하로 임대를 가게된다 임대후 보니는 보헤미안축구리그에서 스파르타 프라하(B)팀으로 우승을 차지하고 08~09시즌에 정식계약을 하게 된다 그해 리그 보니는 16경기 출전을 3득점하고 09~10 시즌에서 9득점과 함께 리그 우승을 함으로써 첫번째 리그 타이틀을 획득하게 된다. 10~11시즌 상방기 UEFA 유로파리그(6경기출전) 도합 17골을 기록후 보니는 11년 1월에 비테세로 이적한다

### 비테세
보니는 비테세와 3년반 계약을 체결했다. 보니는 데 그라프샤프 더비 매치에서 2-0으로 자신의 데뷔와 득점을 했다. 비테세에서 보니의 첫번째 시즌에서 열두차례에 걸쳐 득점을 했고 리그에서 열 번째로 고득점 플레이어로 기록됐다. 12~13 네덜란드 에레디비지에 득점왕에 오른다.

### 스완지 시티
2013년 7월 11일 보니는 스완지시티와 12,000,000파운드로 4년계약을 하였다. 13~14프리미어리그 개막전에 보니는 맨체스터 유나이트 상대로 첫골을 성공시켰다. 또 유로파리그 예선 1차전에서 첫골을 성공시키고 5-1 로 승리를 하였다. 보니는 13~14시즌 25골을 기록했다.

### 맨체스터 시티
2015년 1월 14일 보니는 프리미어리그 맨체스터시티와 28,000,000파운드로 4년반 계약을 한다.

## 국대경력
2010년 보니는 코트디부아르의 국가대표 선수로 호출되어 부룬디와 경기에 데뷔를 한다.

### 2012년 아프리카 네이션스컵
2012년 1월 30일 보니는 코트디부아르와 앙골라 경기에서 두번째 골을 득점 2-0 승리에 기여한다.

### 2014년 피파 월드컵
보니는 23세에 대표팀에 합류 2014년 FIFA 월드컵에 출전한다. 첫 경기인 일본과의 경기에서 크로스로 날아온 공을 헤딩으로 득점 연결시키며 2-1 역전승에 일조하였다.

### 2015년 아프리카컵
8강전 코트디부아르 vs 알제리 3:1 승부에서 헤딩으로 2골을 넣는 기록을 새웠다. 하나는 맥스 그라델에 크로스로 넣었고 다른 하나는 야야투레 프리킥으로 인해 넣었다.

## 수상경력
- 2013 2012-2013 네덜란드 에레디비지에 득점왕
- 2013년 네덜란드 축구리그 올해의 선수

## 생애
아버지의 성함은 아메디 셰미즈 보니(Amedee Shemiz Bony). 보니는 4개국어를 한다. 완벽한 프랑스어를 하고 영어, 체코어, 그리고 네덜란드어를 할줄 안다.